# Obedience Thru Suffering
Obedience thru Suffering – pierwsza płyta zespołu Crowbar, nagrana w roku 1991 w składzie: Kirk Windstein, Kevin Noonan, Todd Strange, Craig Nunenmacher.

## Lista utworów
1. Waiting In Silence
2. I Despise
3. A Breed Apart
4. Obedience Thru Suffering
5. Vacuum
6. Four Walls
7. Subversion
8. Feeding Fear
9. My Agony
10. The Innocent